# 地磁偏角

地磁偏角

地磁偏角是指地球上任一处的磁北方向和正北方向之间的夹角。当地磁北向实际偏东时，地磁偏角为正，反之为负。

## 歷史記載
地磁偏角在历史上最早由中国北宋科学家沈括记录在著作《梦溪笔谈》中：「方家以磁石磨針鋒，則能指南，然常微偏東，不全南也。」而西方最早的记录，
英國愛德蒙·哈雷於1701年，第一位運用科學繪製太平洋與大西洋地磁偏角的航海圖，提供航海家指南針顯示的北方與實際正北的夾角。

## 地磁偏角變化
在地球上不同的地方，地磁偏角一般也不相同。在同一个地方，地磁偏角随着时间的推移也在不断变化。发生磁暴时和在磁力异常地区，如磁铁矿和高压线附近，地磁偏角将会产生急剧变化。
在中国大陆的大部分地区，地磁偏角在-10°～+2°之间。在臺灣則是-4°～-3°左右。

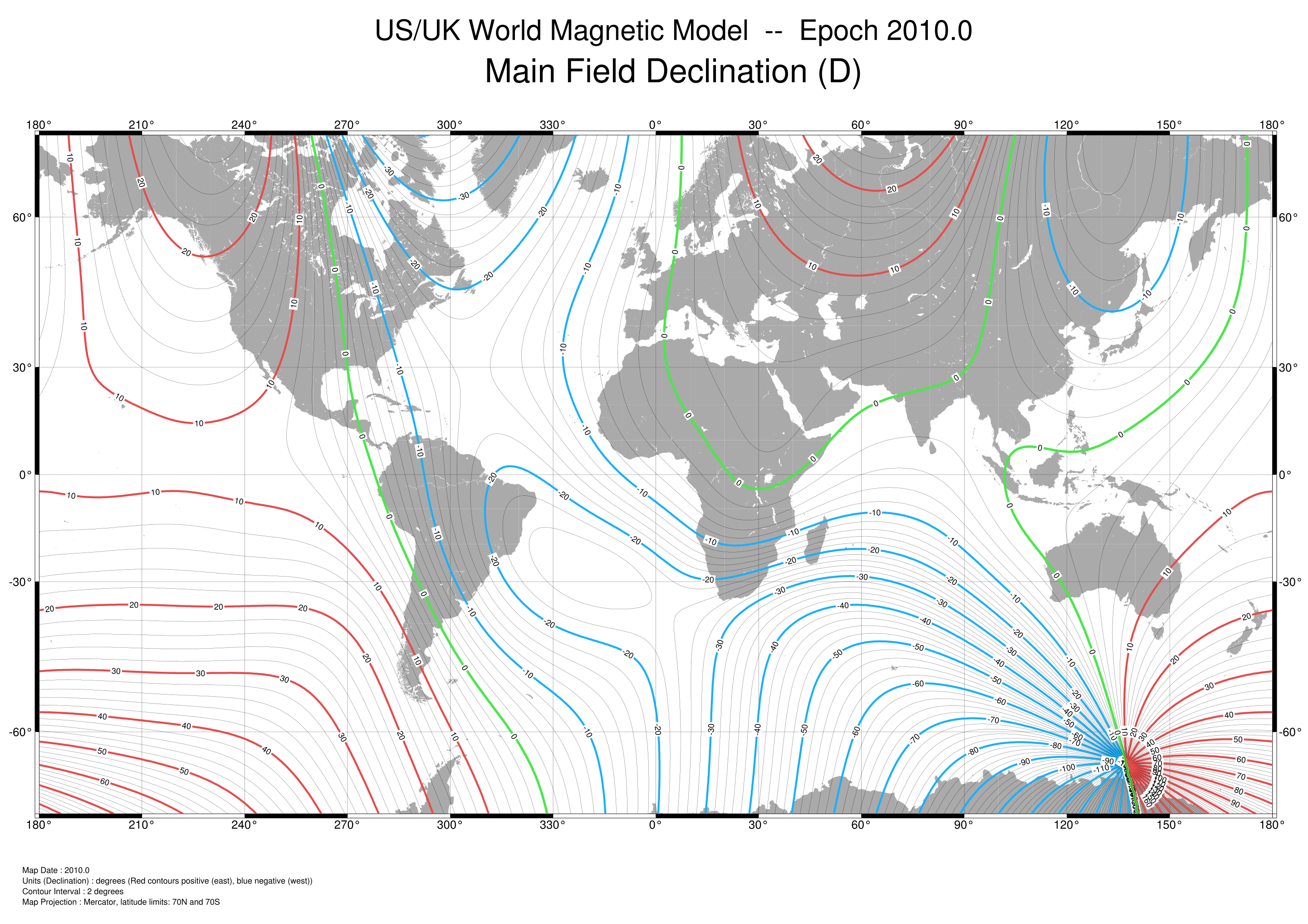
2010地磁偏角分布图